# Волчихинська сільська рада
Волчи́хинська сільська рада (рос. Волчихинский сельский совет) — сільське поселення у складі Волчихинського району Алтайського краю Росії.
Адміністративний центр — село Волчиха.

## Історія
2011 ліквідована Правдинська сільська рада (селище Правда), територія увійшла до складу Волчихинської сільської ради.

## Населення
Населення — 9883 особи (2019; 11198 в 2010, 12128 у 2002).

## Склад
До складу сільської ради входять:
| Населений пункт     | Населення, осіб (2002) | Населення, осіб (2010) |
| ------------------- | ---------------------- | ---------------------- |
| Волчиха, село       | 11301                  | 10396                  |
| Плодосовхоз, селище | 160                    | 142                    |
| Правда, селище      | 667                    | 615                    |